# Erythrós Stávros
Erythrós Stávros, en grec moderne : Ερυθρός Σταυρός, en français : Croix-Rouge, est un quartier d'Athènes, en Grèce. Il est situé entre les quartiers d'Ambelókipi, d'Ellinoróson et celui de Girokomío. Il tire son nom du grand hôpital de la Croix-Rouge qui se trouve en son centre. Outre l'hôpital, ce quartier abrite l'école de police et le ministère de la justice. Il est desservi par la ligne 3 du métro d'Athènes et de nombreuses lignes de bus.